# L'Homme aux poings de fer 2
Série
L'Homme aux poings de fer
(2012)
Pour plus de détails, voir Fiche technique et Distribution.
L'Homme aux poings de fer 2 (The Man with the Iron Fists 2) est un film américain réalisé par Roel Reiné, sorti directement en vidéo en 2015. Il fait suite à L'Homme aux poings de fer sorti en 2012.

## Synopsis
En Chine, au XIXe siècle, Thaddeus, le forgeron aux poings de fer, est recueilli par un couple de mineurs chinois, qui soignent ses blessures. Une fois guéri, il se retrouve au milieu d'un nouveau conflit, entre les villageois, des guerriers et des mercenaires.

## Fiche technique
Sauf indication contraire, les informations mentionnées dans cette section peuvent être confirmées par la base de données cinématographiques IMDb,  présente dans la section « Liens externes ».
- Titre original : The Man with the Iron Fists 2
- Titre français : L'Homme aux poings de fer 2
- Réalisation : Roel Reiné
- Scénario : John Jarrell et RZA, d'après une histoire de RZA
- Direction artistique : Lek Chaiyan Chunsuttiwat
- Photographie : Roel Reiné
- Montage : Radu Ion et Charles Norris
- Musique : Howard Drossin et RZA
- Production : Marc Abraham et Ogden Gavanski

Coproducteur : Chris Lowenstein
Producteurs délégués : Eli Roth et RZA
- Sociétés de production : Arcade Pictures, Iron Fists et Living Films
- Sociétés de distribution : Universal Studios Home Entertainment (États-Unis), Universal Home Entertainment (France)
- Pays d'origine : États-Unis
- Langues originales : anglais, japonais
- Format : couleur
- Genre : action, wu xia pian, kung-fu
- Durée : 89 minutes
- Dates de sortie en vidéo[1] : 
  -  États-Unis : 14 avril 2015
  -  France : 2 juin 2015
- Classification : 
  -  France :  Avertissement des scènes de violence peuvent choquer les spectateurs (l‘accord parental est indispensable)

## Distribution
- RZA (VF : Asto Montcho ; VQ : Benoît Rousseau) : le forgeron Thaddeus Henry Smith, alias L'Homme aux poings de fer
- Cary-Hiroyuki Tagawa (VQ : Jacques Lavallée) : le maire / Lord Pi
- Carl Ng (VF : Joël Zaffarano ; VQ : Alain Zouvi) : Master Ho
- Dustin Nguyen (VQ : Patrice Dubois) : Li Kung
- Eugenia Yuan : Ah Ni
- Pim Bubear (VQ : Émilie Bibeau) : Innocence
- Ocean Hou : Shou
- Grace Huang : la femme Gémeaux
- Andrew Lin : l'homme Gémeaux
- Khiri Steven Lowenstein : Bing
- Charlie Ruedpokanon (VQ : Nicholas Savard L'Herbier) : Li Guang
- Sahajak Boonthanakit : Bolo
- Simon Yin (VQ : Tristan Harvey) : Cha Pao
- Dom Hetrakul : Duyan Jurne

## Production

### Genèse et développement
Cette suite ne reprend presque rien du 1er film. Seule la toute première scène parle du clan du lion, les adversaires précédents. Mais elle ne sert que de prétexte à l'arrivée du héros dans le village des mineurs où se situe l'action du film.

### Tournage
Le tournage a eu lieu en Thaïlande, notamment à Chiang Mai et Mae Hong Son.

### Musique
Tout comme pour le premier film, la musique du film est composée par RZA et Howard Drossin.
Liste des titres
Tous les titres sont composés par RZA et Howard Drossin, sauf exceptions notées
1. The Golden Nectar — 1:25
2. Reclaim Chi — 1:02
3. How This Will End — 2:04
4. Fight With Honor — 0:46
5. Gaze On Your Boots — 0:57
6. Hate This Hole — 0:53
7. Take It Up With the Mayor — 0:52
8. Fight Chu — 2:15
9. Thaddeus Drifts In — 1:14
10. Innocence — 1:01
11. Thaddeus Flashback — 0:35
12. Saved My Life — 0:35
13. Enemies — 1:58 (interprété par The Delfonics)
14. Another Dead Miner — 2:10
15. Something For Tomorrow Night — 0:45
16. Liberate Us — 0:44
17. Kung Fights — 1:48
18. Teachings of a Ronin — 5:08 (Zack Hemsey)
19. Reign of Terror — 1:39
20. Baby Boy — 3:29 Thea Van Seijen
21. We Fight — 0:36 	$0.99
22. Kung Fights Ho — 2:09
23. Stock and Chains — 0:31
24. I'll Make Your Weapons — 0:46
25. You Will Be Mine — 0:34
26. The Aftermath — 1:09
Titre bonus
27. Fight For You — 2:01 (Thea Van Seijen)